# Abbazia di Valserena
L'abbazia di Valserena o abbazia di San Martino dei Bocci, nota comunemente ma impropriamente come certosa di Paradigna, è un'ex abbazia cistercense dalle forme gotiche e barocche, situata in via Viazza di Paradigna 1 a Paradigna, frazione alla periferia nord di Parma; fondata nel 1298 e sconsacrata nel 1810, è sede dal 2007 del Centro studi e archivio della comunicazione dell'Università di Parma.
Secondo numerosi storici fu l'abbazia di Valserena e non la certosa di Parma a ispirare lo Stendhal per il suo romanzo La Certosa di Parma.

## Storia

### Origini
Sul luogo dell'abbazia fu edificata in epoca altomedievale una pieve, identificata nella chiesa dedicata a san Martino ad Casale Parencani menzionata in un documento dell'877; il luogo era detto "de' Bocci" per via della presenza di bocci, ossia di sterpaglie e pruni, che infestavano il territorio.

### Dal XIII al XIV secolo
Nel 1298 il cardinale Gerardo Bianchi, originario della vicina Gainago, decise di destinare i frutti delle sue rendite al sostentamento di un monastero cistercense da fondarsi accanto all'antica chiesa, posta a circa 4 miglia da Parma sulla via per Colorno; si rivolse al papa Bonifacio VIII, che, con una bolla pontificia del 13 aprile di quell'anno, lo autorizzò all'edificazione dell'abbazia e alla traslazione dello jus plebanale di San Martino alla chiesa di Gainago, fino ad allora dipendente dall'abbazia di San Giovanni Evangelista.
Il 15 maggio furono avviati i lavori di costruzione del complesso, che fu progettato da Zenone da Ulmeda, aiutato dal frate converso Umberto, sul modello comune a tutti i monasteri cistercensi dell'epoca, sviluppati attorno a una serie proporzionata di chiostri quadrati; il 1º novembre il Papa staccò il priorato di San Leonardo dall'abbazia di San Benedetto in Polirone, da cui dipendeva da secoli, e lo affidò al Cardinale affinché lo aggregasse alla costruenda abbazia per garantirle una rendita stabile.
Il 1º marzo del 1302 Gerardo Bianchi morì, a cantiere ancora aperto; Bonifacio VIII si premurò personalmente che le opere venissero completate e il 13 aprile fece pervenire un breve all'abate di Chiaravalle della Colomba ordinandogli di inviare sei monaci a San Martino de' Bocci. Il Papa scomparve l'anno seguente e il suo successore Benedetto XI, con un breve del 5 marzo del 1304, ingiunse al vescovo di Reggio Enrico de Casalorci di costringere i nobili e prelati lombardi a pagare il nuovo abate Enrico coi denari prestati loro dal Cardinale.
Nei primissimi anni del XIV secolo l'antica chiesa di San Martino, inizialmente utilizzata dai cistercensi, fu abbattuta e sulle sue fondamenta furono avviati i lavori di costruzione di un nuovo monumentale luogo di culto in stile gotico, unendo ai tratti lombardi elementi tipicamente franco-borgognoni; il tempio fu presumibilmente completato intorno al 1324.
I monaci si occuparono fin da subito della bonifica delle terre circostanti, canalizzando le acque e ricavando ampie zone coltivabili; il Comune di Parma concesse la deviazione del canale Naviglio per alimentare il mulino del convento; la zona poté quindi ribattezzarsi Valserena, come lo stesso Gerardo Bianchi aveva stabilito: Quod monasterium vocatur et vocari debet et vulgariter nominari Vallis Serenae ordiniis cistercensis.
Nel 1385 fu consacrato l'altare maggiore della chiesa.

### Dal XV al XVIII secolo
A partire dal XV secolo il complesso fu ampliato e modificato a più riprese.
I primi interventi di restauro del complesso e risistemazione degli edifici agricoli furono effettuati per volere dell'abate Sigismondo Fulchini, nominato nel 1457; le opere furono completate nel 1489; nel 1496 il papa Alessandro VI ridusse di fatto l'abbazia a commenda.
Nel 1551, durante la guerra di Parma, il complesso fu occupato per qualche tempo dalle truppe del governatore di Milano Ferrante I Gonzaga, alleato dell'imperatore del Sacro Romano Impero Carlo V d'Asburgo.
Nella seconda metà del XVI secolo la chiesa fu modificata con la chiusura delle finestre gotiche; nel 1580 il presbiterio fu ornato con affreschi rinascimentali probabilmente da Cesare Baglioni; altri lavori interessarono il monastero.
Nel corso del XVII secolo la seconda cappella del transetto destro del luogo di culto fu decorata con stucchi barocchi; inoltre, alla fine del secolo furono realizzate grandi sculture in stucco di santi e furono collocate sulla sommità dei pilastri a fascio della navata centrale; l'intervento più importante fu eseguito tra la fine del XVII e gli inizi del XVIII secolo, quando fu costruita una nuova monumentale facciata in stile barocco in sostituzione della precedente gotica.
Nel XVIII secolo l'abbazia fu notevolmente ampliata con la costruzione delle nuove ali occidentali; fino alla fine del secolo il complesso mantenne infatti un'elevata importanza, tanto da annoverare circa 500 monaci intorno al 1800.

### Dal XIX al XX secolo
I cistercensi mantennero il controllo dell'abbazia fino agli inizi del XIX secolo, quando fu soppressa dai decreti napoleonici del 9 giugno del 1805 e soprattutto del 13 settembre del 1810.
Il complesso fu quindi alienato a privati e trasformato inizialmente in un'industria conserviera e successivamente in un'azienda agricola, mentre la chiesa fu adibita a magazzino di attrezzi; nel corso degli anni furono abbattuti alcuni ambienti a lato del tempio e il porticato anteriore, oltre ai chiostri e a vari edifici del monastero, al cui interno si trovavano, ancora risalenti all'epoca medievale, il capitolo, la sala dei monaci, il calefactorium, il refettorio dei monaci e la cucina; il luogo di culto e il resto dell'abbazia, benché degradati, si conservarono abbastanza integri.
Nel 1967 la chiesa fu donata al Demanio, che nel 1976 acquistò anche parte del monastero; soltanto nel 1984 l'intero complesso divenne di proprietà statale e fu ceduto in uso gratuito all'Università degli Studi di Parma; il Ministero per i beni e le attività culturali avviò allora i primi lavori di consolidamento strutturale degli edifici, per impedirne il crollo; gli interventi proseguirono negli anni successivi su finanziamento dell'università e riguardarono il restauro dell'intera abbazia.

### XXI secolo
Nel 2007 il complesso fu scelto come sede del Centro studi e archivio della comunicazione, costituito nel 1968 all'interno del palazzo della Pilotta da Arturo Carlo Quintavalle.
Nell'ottobre del 2014 fu annunciato l'avvio del "Progetto Paradigna", in previsione di trasformare in una prima fase il complesso, della superficie totale di 7000 m², in esposizione permanente delle numerosissime opere dello CSAC, realizzando anche una caffetteria nell'ex stalla e una foresteria nelle antiche celle dei monaci e valorizzando l'ambiente circostante.
Nel maggio del 2015 fu inaugurato il museo, occupando gli spazi della chiesa, della sala delle Colonne, della sala Ipogea e della corte delle Sculture; nel 2016 fu definito il piano della seconda fase del progetto, prevedendo la costruzione di un nuovo ampio corpo di fabbrica con funzioni di deposito, sul luogo dell'antico edificio che divideva i due chiostri sul retro, e la realizzazione, all'interno dell'ala laterale alla corte delle Sculture, di aule e spazi didattici.

## Descrizione
Il complesso, preceduto da un viale alberato in perfetto allineamento con l'ingresso, è costituito dalla chiesa a nord, estesa lungo l'asse est-ovest, e dal monastero a sud, sviluppato su quattro lati della corte pentagonale delle Sculture.

### Chiesa

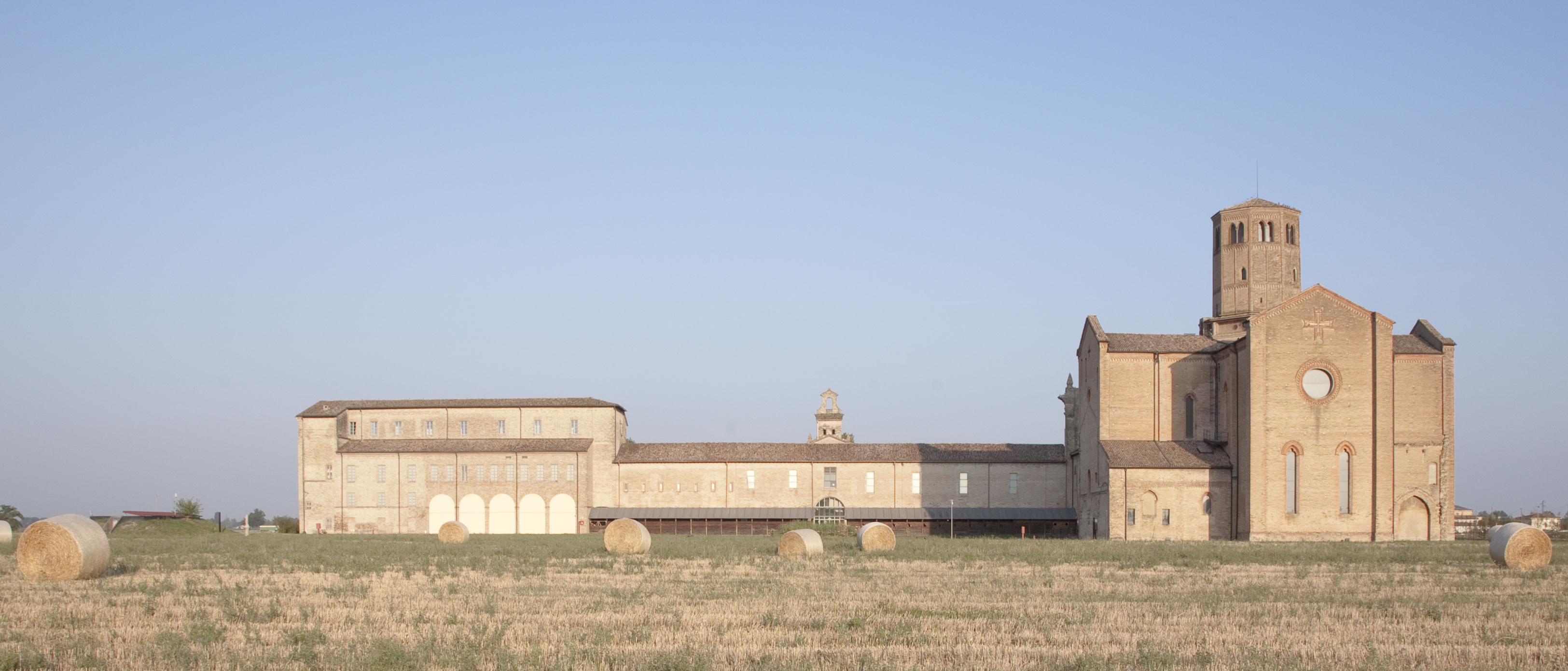
Retro del complesso

La chiesa, dalle imponenti dimensioni di 62 m di lunghezza e 34 m di larghezza, si sviluppa su un impianto a croce latina con tre navate, transetto e presbiterio rivolto a est.

#### Esterno

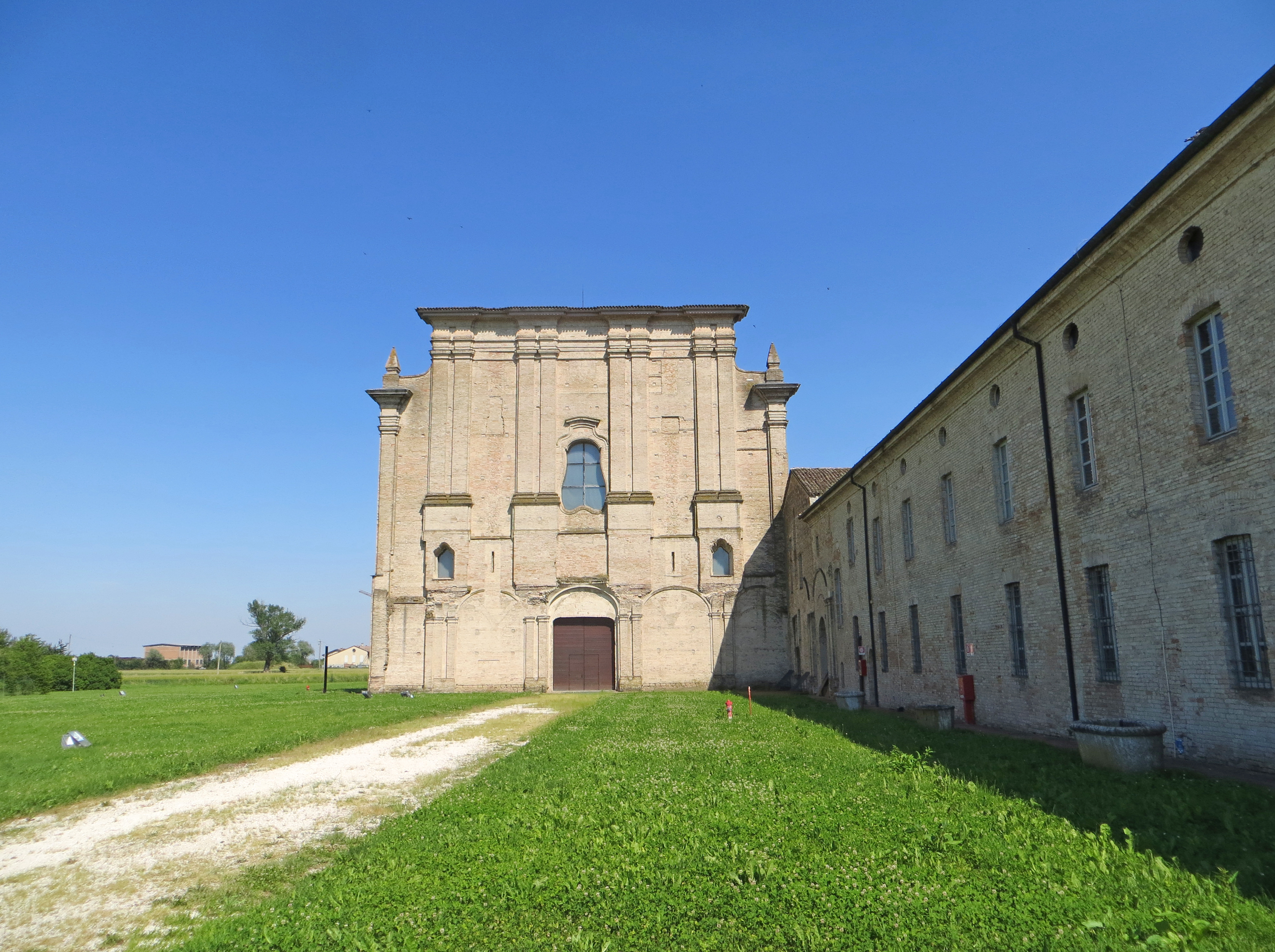
Facciata

La simmetrica facciata monumentale barocca, interamente rivestita in laterizio come il resto dell'edificio, è delimitata da due alte paraste doriche sugli spigoli, su cui si elevano due pinnacoli piramidali; il prospetto è scandito in cinque parti da un doppio ordine di lesene doriche binate, di cui quelle inferiori originariamente poste a sostegno di un porticato di cui sono ancora distinguibili nella muratura le arcate a tutto sesto; al centro è collocato l'ampio portale d'accesso, sormontato, nell'ordine superiore, da un grande finestrone mistilineo coronato da un frontone semicircolare; ai lati, al di sopra delle lesene binate del primo ordine, si aprono due monofore strombate ad arco trilobato; in sommità la fronte è coronata nella porzione centrale da un attico, che si collega con due volute ai pinnacoli posti alle estremità.
I fianchi gotici, di cui quello sinistro scandito da tre paraste, sono illuminati da alte monofore strombate ad arco ogivale, arricchite internamente da archi polilobati in cotto; le aperture, anticamente chiuse da vetrate istoriate, si affacciano sia, in sommità, dalla navata centrale sia, inferiormente, dalle navatelle; a coronamento si allunga un motivo ad archetti intrecciati; sulla muratura del lato destro sono ancora ben distinguibili le tracce delle arcate a tutto sesto del chiostro, demolito dopo la soppressione napoleonica.

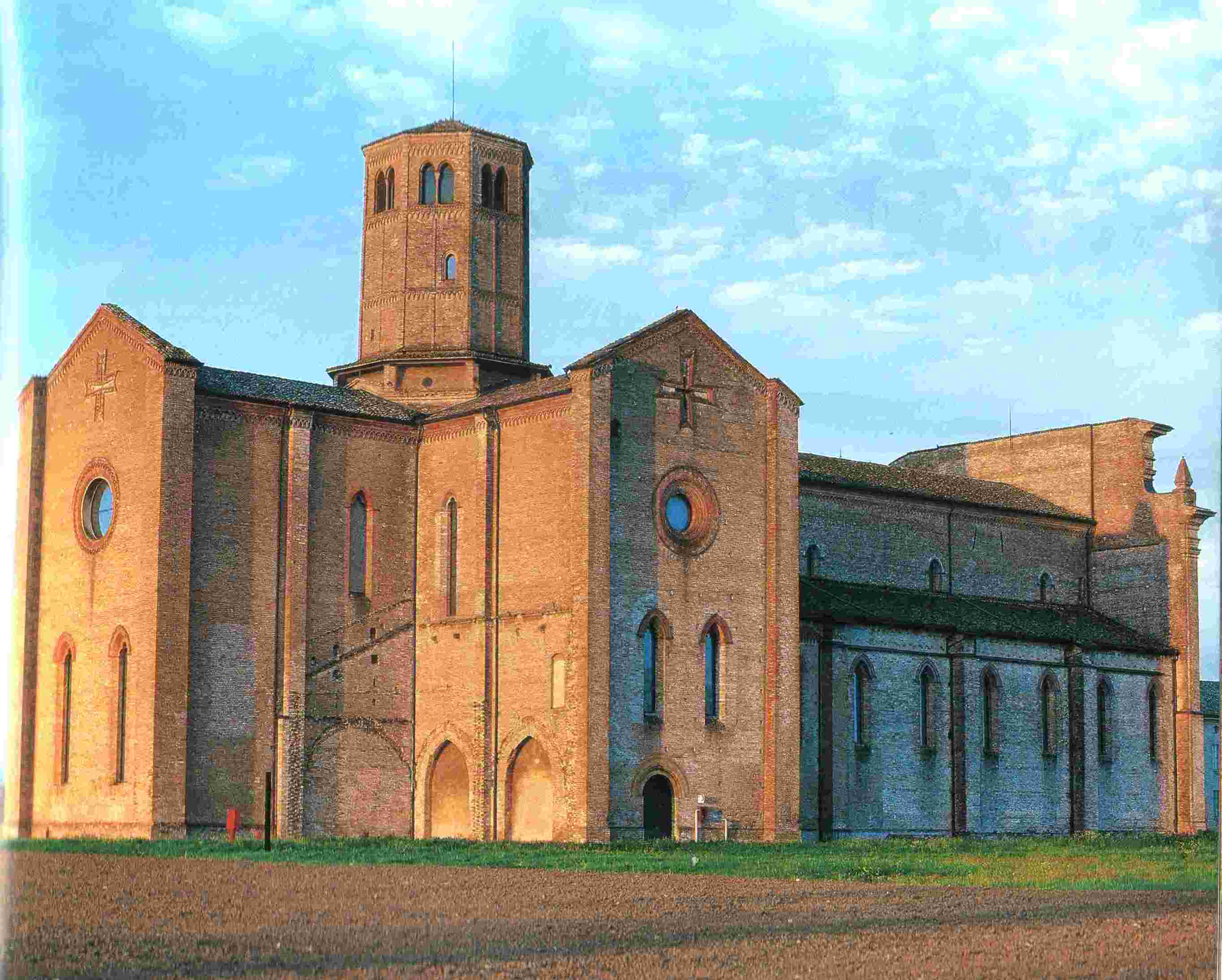
Transetto e zona absidale

Il transetto aggetta di una campata dall'aula. La facciata a capanna del ramo sinistro, delimitata da due massicce paraste, presenta alla base un portale d'ingresso decentrato ad arco a tutto sesto; più in alto si aprono simmetricamente due alte monofore ad arco ogivale, sormontate, nel mezzo, da un rosone strombato delimitato da un'ampia cornice in cotto; in sommità si staglia una grande croce greca centrale in rilievo, mentre a coronamento prosegue lungo gli spioventi del tetto il motivo ad archetti intrecciati dei fianchi. La fronte opposta presenta in modo evidente le tracce del chiostro demolito; alla base è posto sulla destra un portale d'ingresso ad arco ribassato, mentre nel mezzo sono collocati in successione una monofora ad arco a tutto sesto e un rosone; in sommità si aprono tre aperture, mentre al centro si trova un rilievo a croce greca; a coronamento prosegue lo stesso motivo ad archetti intrecciati.
Dal tetto, in corrispondenza dell'incrocio tra il transetto e la navata centrale, emerge il grande tiburio ottagonale, sormontato da un monumentale campanile; la torre, anch'essa ottagonale, si eleva su tre ordini scanditi da fasce di archetti intrecciati ed è illuminata sulla sommità di ogni fronte da una bifora ad arco ogivale scandita da una colonnina.
Sul retro si allunga il presbiterio; quest'ultimo è affiancato sulla destra dalle due cappelle del transetto, mentre sulla sinistra sono ancora visibili le tracce delle arcate ogivali e del tetto di quelle demolite nel XIX secolo; il simmetrico prospetto posteriore è similare a quello del ramo sinistro del transetto.

#### Interno
All'interno la controfacciata è decorata con affreschi cinquecenteschi; l'ampia navata centrale, coperta da grandi volte a crociera costolonate su cui sopravvivono tracce di dipinti a grottesche, è scandita in quattro campate quadrate da archi ogivali; ai lati le otto campate delle navatelle, chiuse superiormente da volte a crociera, si affacciano su quella principale attraverso altrettante arcate ogivali, rette da pilastri a fascio in laterizio coronati da capitelli in arenaria scolpiti; sulle semicolonne rivolte verso la navata centrale, in alternanza, o si impostano le arcate ogivali e i costoloni in sommità o sono collocate delle statue seicentesche in stucco di santi.
Il transetto si sviluppa su cinque campate coperte da volte a crociera costolonate; il ramo destro è affiancato a est da due cappelle, anch'esse chiuse superiormente da volte a crociera; la seconda di queste, decorata con stucchi barocchi seicenteschi, è accessibile attraverso un portale affiancato da colonne corinzie, a sostegno di un frontone semicircolare spezzato nel mezzo.
La crociera centrale è sormontata da una cupola ottagonale costolonata su pennacchi, su cui sono ancora visibili ampie porzioni di rari affreschi risalenti alla prima metà del XIV secolo.
Il presbiterio, suddiviso in due campate, è caratterizzato dalla presenza di affreschi cinquecenteschi sulle lunette ogivali e sulle volte a crociera costolonate, eseguiti nel 1580 probabilmente da Cesare Baglioni.
La chiesa ospitava prima della sconsacrazione numerose opere, in seguito trasferite nella Galleria nazionale di Parma. Tra queste, il grande polittico del coro, dipinto nel 1538 da Girolamo Mazzola Bedoli, fu trasportato dopo la soppressione napoleonica a Parigi, ma fu recuperato nel 1816 e collocato nella Galleria; tuttavia, l'ancona fu irrimediabilmente distrutta, mentre il pannello raffigurante l'Ecce Homo, considerato a lungo perduto, fu ritrovato soltanto nel 1925.

### Monastero

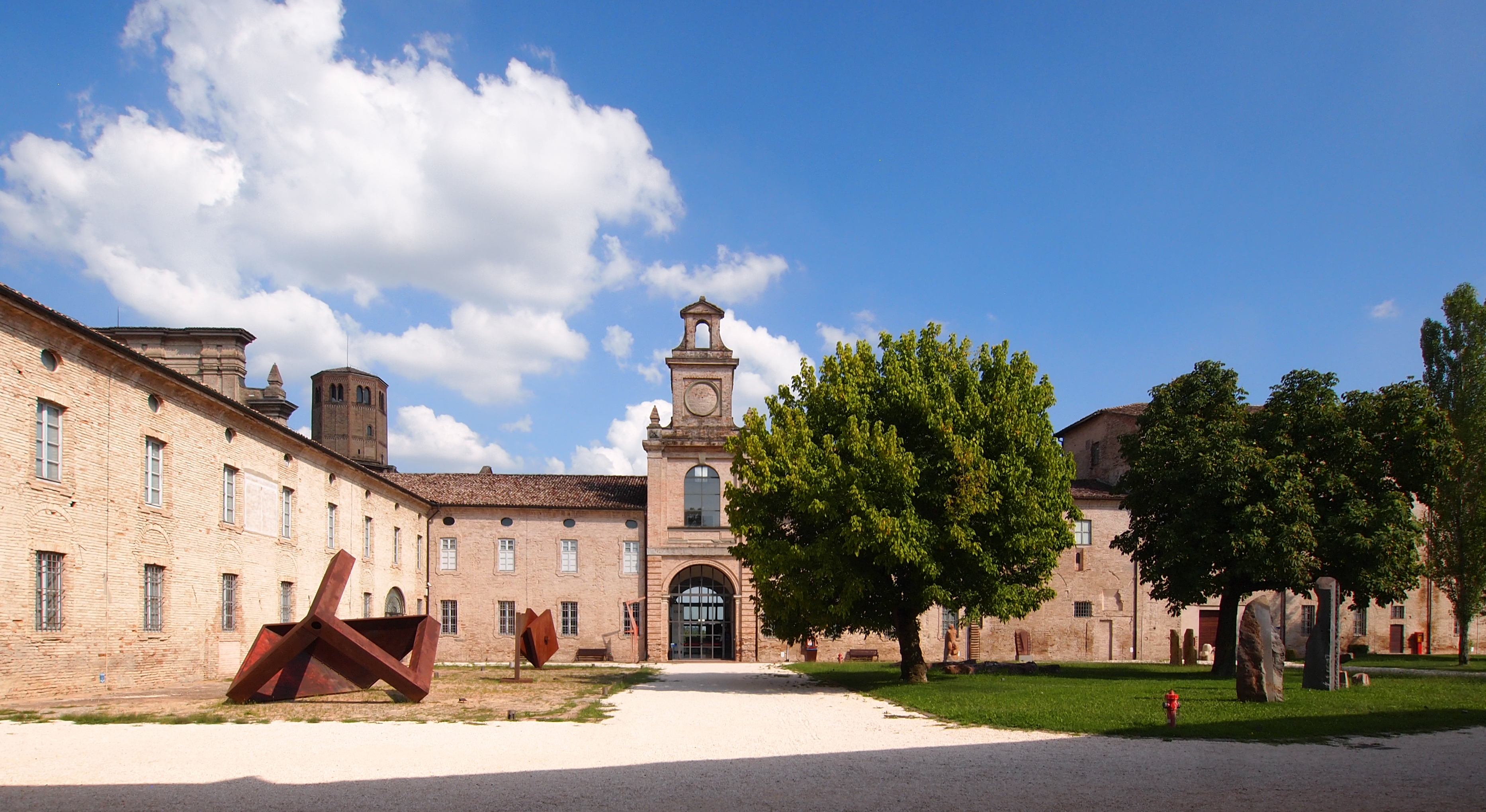
Corte delle Sculture

Il monastero si sviluppa su tre diverse ali attorno alla corte pentagonale delle Sculture; il corpo di fabbrica anteriore è costituito da due edifici divergenti simmetricamente rispetto al viale d'ingresso, mentre il lato nord adiacente al sagrato e la lunga struttura a est sono disposti ortogonalmente all'asse d'accesso.

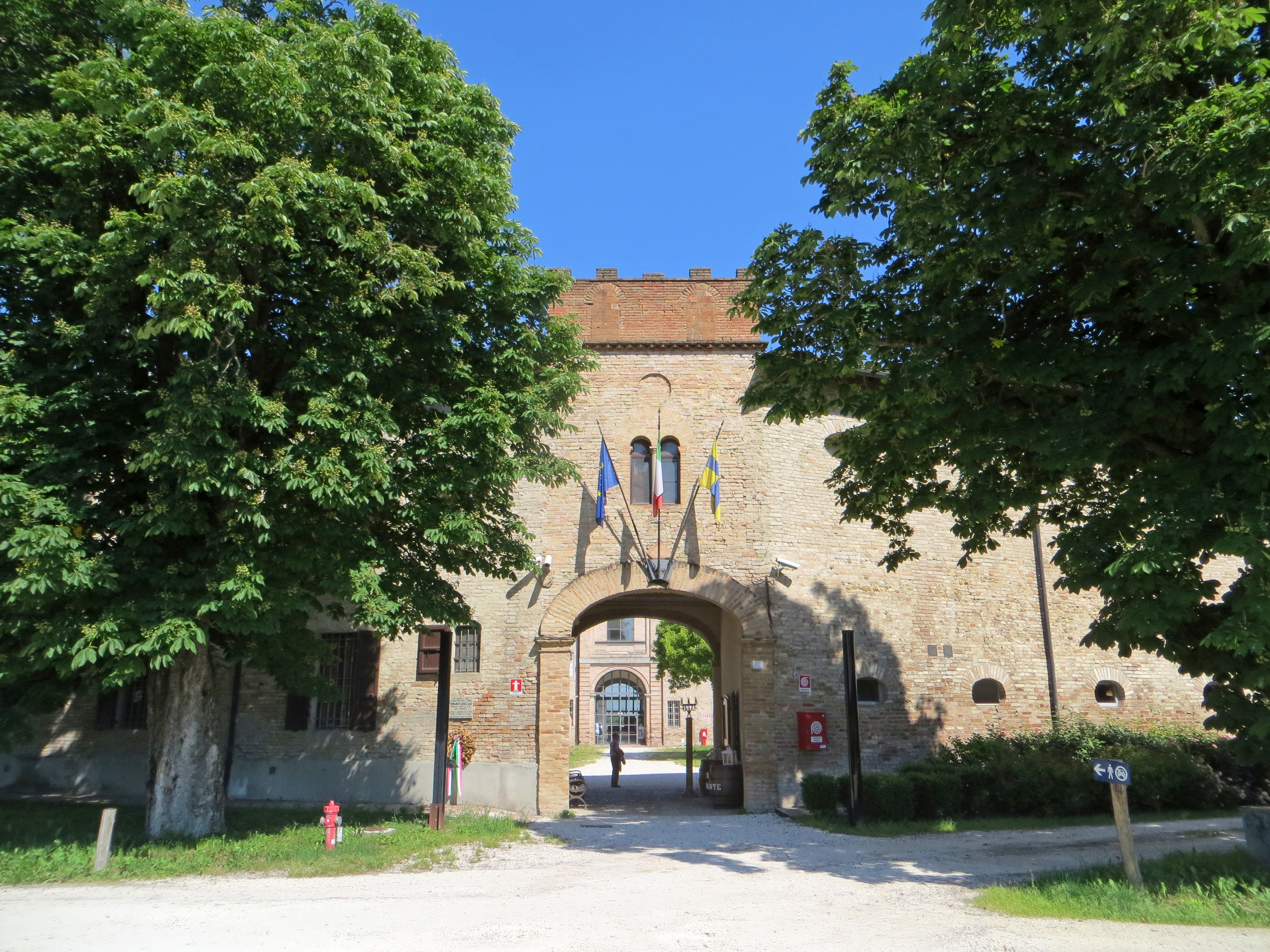
Ingresso alla corte delle Sculture

La facciata esterna, rivestita in laterizio come il resto del complesso, si eleva su due livelli fuori terra oltre al sottotetto; al centro è collocato, in asse con la strada, il portale d'accesso ad arco ribassato, delimitato da due lesene doriche e sormontato da una bifora; a coronamento è posto un piccolo attico.

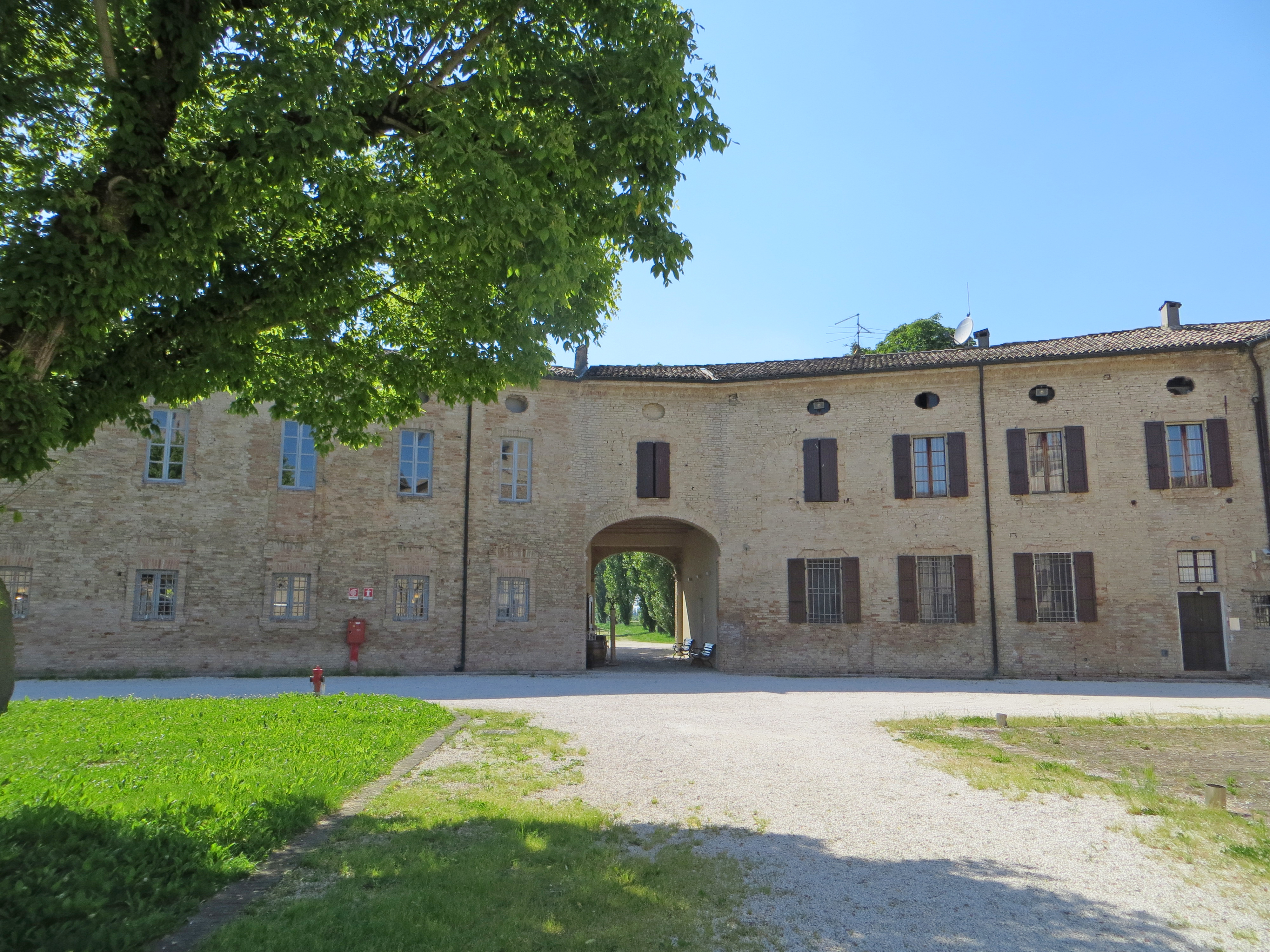
Lati ovest della corte delle Sculture

La corte pentagonale interna delle Sculture, che accoglie alcune grandi opere del museo, è affiancata dalle ali del monastero, illuminate da due livelli di finestre con cornici mistilinee e, al piano sottotetto, da oculi ovali; nel mezzo il vialetto rettilineo conduce alla torre barocca, delimitata da un doppio ordine di lesene doriche; al centro è collocato l'ampio portale ad arco a tutto sesto, mentre al piano superiore si apre un grande finestrone a tutto sesto; il piano superiore, rastremato rispetto alla base, si eleva tra i due pinnacoli piramidali posti alle estremità; a coronamento si staglia tra due volute un campanile a vela, sormontato da un frontone triangolare.
All'interno si accede alla sala delle Colonne, suddivisa in tre navate, coperte da una serie di volte a crociera, da un massiccio colonnato coronato da capitelli in mattoni a cubo scantonato; al livello inferiore si trova la sala Ipogea, che ricalca l'ambiente superiore. Sul retro un percorso coperto, realizzato sul luogo dell'antico porticato occidentale del chiostro dei conversi, si collega alla chiesa.
Accanto sopravvivono di epoca medievale il dispensario e il refettorio dei conversi, che nel XV secolo fu suddiviso in quattro stanze, ognuna coperta da una volta a botte lunettata; in adiacenza si trova uno scalone cinquecentesco a doppia forbice in stile rinascimentale, accessibile attraverso un colonnato marmoreo d'ordine tuscanico; al piano superiore, in corrispondenza del refettorio si estende l'antico dormitorio dei conversi, anch'esso d'origine trecentesca.